# Coen Janssen
Coen Janssen (Oss, 2 april 1981) is een Nederlands toetsenist. Hij werd in 2002 toetsenist van Epica.

## Levensloop
Coen begon op achtjarige leeftijd met pianolessen. Op zestienjarige leeftijd slaagde hij voor zowel zijn examen als de toelatingsauditie voor het conservatorium. De eerste twee jaar volgt hij de voorbereidende klas parallel aan de middelbare school. Na de middelbare school sloot hij zich fulltime aan bij de sectie klassieke piano. Na nog twee jaar besloot hij naar de sectie "pop" van het Rotterdams Conservatorium te gaan. Hij is vandaag de dag nog steeds lid. Naast de wereld rondreizen dankzij de bekendheid van Epica, wijdt Coen zich ook aan het vak van theoriedocent aan de Nederlandse Pop Academie in Utrecht.
Op 29 april 2010 trouwde hij met Linda van Summeren, voormalig koorzangeres van Epica, met wie hij op 28 januari 2011 een dochter kreeg.